# Dendrobium araneola
Dendrobium araneola är en orkidéart som beskrevs av Rudolf Schlechter. Dendrobium araneola ingår i släktet Dendrobium, och familjen orkidéer. Inga underarter finns listade i Catalogue of Life.